# Willem Huyn van Amstenrade
Willem Huyn van Amstenrade (± 1555 - 1594) was een zoon van Arnold II Huyn van Amstenrade en Anna van Groesbeek (‘’Groysbeeck’’).
Willem was kapitein van een compagnie kurassiers in Spaanse dienst.

## Bezittingen
Willem kocht de heerlijkheden  Ofrsbeek en Brunssum van zijn, op dat moment ongeveer 90 jaar oude oom, Werner Huyn van Amstenrade. Hij verhief deze op 14 mei 1593.
In 1594, het jaar waarin hij stierf, droeg hij deze heerlijkheden over aan zijn broer Arnold III Huyn van Amstenrade. Arnold III verhief deze heerlijkheden op 8 maart 1594.

## Overlijden
Willem overleed ongehuwd in 1594. Na zijn overlijden werd Arnold III Huyn van Amstenrade op 8 maart 1594 beleend met de heerlijkheden Oirsbeek en Brunssum.